# Al-Malakia FC
L'Al-Malakia FC és un club sud-sudanès de futbol de la ciutat de Juba.

## Palmarès
- Copa de Sudan del Sud de futbol[4]
  - 2013, 2014, 2015 (Copa MTN)

- Copa Independència[4]
  - 2011; 2013